# Marcus Atilius Regulus (Konsul 294 v. Chr.)
Marcus Atilius Regulus war ein römischer Staatsmann am Beginn des 3. Jahrhunderts v. Chr. aus der gens Atilia.
Er war wohl der Sohn des Konsuls von 335 v. Chr., Marcus Atilius Regulus Calenus, und wurde im Jahr 294 v. Chr. zusammen mit Lucius Postumius Megellus zum Konsul gewählt. Er geriet durch die Samniten in starke Bedrängnis und verlor 730 Mann; erst die Ankunft seines Kollegen veranlasste den Rückzug der Feinde. Beim Marsch auf Luceria in Apulien wurde er erneut von den Samniten angegriffen und konnte nur mit größter Mühe die Oberhand behalten. Die Begebenheiten sind bei Livius sehr detailliert dargestellt: Der Sieg soll erst nach dem Versprechen des Regulus, Iuppiter Stator einen Tempel zu weihen, gelungen sein; insgesamt hatten die Römer jedoch 7800 Gefallene zu beklagen. Im Anschluss daran konnte Regulus ein weiteres samnitisches Heer, das gegen Interamna vorgerückt war, besiegen und ihm die Beute abnehmen. Zur Abhaltung der Wahlen kehrte er nach Rom zurück, wo ihm der Senat den beantragten Triumph jedoch verweigerte.
Die Geschehnisse des Jahres 294 v. Chr. wurden in der Annalistik den beiden Konsuln in unterschiedlicher Weise zugeordnet. Im Widerspruch zu Livius verzeichnen die fasti triumphales jedoch einen Triumph des Regulus am 28. März 293 v. Chr. über die Bewohner von Volsinii und die Samniten. Der dort ebenfalls genannte, tags zuvor gefeierte Triumph seines Amtskollegen über die Samniten und Etrusker wird durch Livius bestätigt, da Megellus diesen, gestützt auf das Volk, gegen den ausdrücklichen Willen des Senats hatte durchsetzen können.
293 v. Chr. war Regulus Prätor, danach wird er nicht mehr erwähnt. Sein Sohn Gaius Atilius Regulus erreichte 257 und 250 v. Chr. das Konsulat. Der Konsul der Jahre 267 und 256 v. Chr., Marcus Atilius Regulus, stammte aus einer Seitenlinie der Atilii Reguli.